# イスタンブール・モノレール
イスタンブール・モノレール（英: Istanbul Monorail）は、かつてトルコ共和国のイスタンブール県イスタンブール市で計画されていたモノレール路線である。
当モノレール路線はSefaköyを経由してキュチュクチェクメジェ (Küçükçekmece) - バシャクシェヒル (Başakşehir) 間が結ばれる。
路線延長は15 km (9.3 mi)となり、始点・終点間の総移動時間が27分掛かる。
片方向へは1時間当たり15,000人の乗客を運搬することができる。
モノレール駅としてSefaköy、Armoni Park、Borusan、Sanayi、Gümrük Yolu、Halkalı Merkez、Toki-1、Toki-2、Arena Park (Atakent)、Masko、Ziya Gökalp、Atatürk Oto Sanayi 1、Atatürk Oto Sanayi 2、Başakkonutları、Onurkent、Oyakkentand バシャクシェヒル・ファティ・テリム・スタデュムの17駅に、30編成の列車が停車する。
当モノレール路線はHalkalı Merkez駅でKirazlı-Halkalı、SefaköyでYenikapı-İncirli-Sefaköy-Beylikdüzü、Arena ParkでMahmutbey-Bahçeşehir-Esenyurt、およびBaşakşehir Konutları駅でOtogar-Bağcılar-Başakşehirの都市鉄道路線に接続される。
当プロジェクトはイスタンブール都市圏 (Istanbul Metropolitan Municipality) によって管理されていて、当モノレールシステムの建設における入札ではアラルコ・ホールディング (Alarko Holding) の子会社であるAlsimが勝ち取ったが採算性などの問題により最終的に、2017年には計画が取りやめられた。